# Vörös zaj

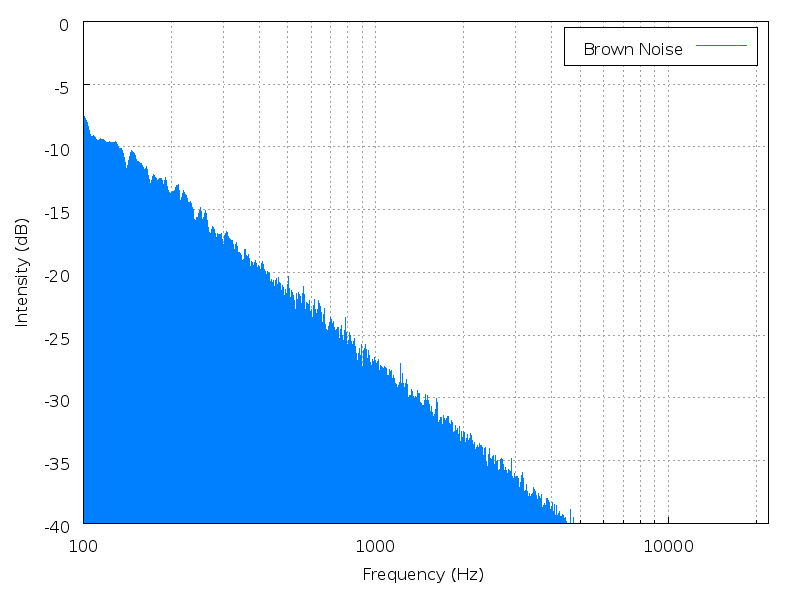
Vörös zaj spektruma

A vörös zaj, más néven Brown-zaj, egy olyan zaj, melyet véletlenszerű mozgás produkál, mint például a Brown-mozgás, ezért szokták még véletlenszerű mozgás zajának is hívni. A vörös zaj elnevezést Martin Gardner (1914 – 2010), amerikai matematikus javasolta a véletlenszerű mozgások által keltett zaj elnevezésére, mely egyben szójáték is, tekintettel a Brown-zajra, és a fehér zajra. Oktávonként  6 dB-lel csökken a teljesítmény (dekádonként 20 dB), és a hallható zaj lágynak tűnik a fehér-, vagy a pink zajhoz viszonyítva. A vörös zaj hangzása hasonlít egy halk vízesés, vagy egy heves esőzés zajára.
10s brown zaj

Probléma esetén lásd:Médiafájlok kezelése.

## Magyarázat
A vörös zaj spektrális sűrűsége fordítottan arányos a f²-vel, mely azt jelenti, hogy kisebb frekvenciákon nagyobb energiával bír, többel mint a pink zaj.

## Teljesítmény spektrum
A Brown-mozgás, melyet Wiener-folyamatnak is hívnak, előállítható a fehér zaj integrálásával:
{\displaystyle W(t)=\int _{0}^{t}dW(s)}
ez egyben azt is jelenti, hogy a Brown-mozgás a fehér zaj integrálja, melynek a spektrális sűrűsége lapos:
{\displaystyle S_{0}=\left|{\mathcal {F}}\left[{\frac {dW(t)}{dt}}\right](\omega )\right|^{2}}
{\displaystyle {\mathcal {F}}}  a Fourier-transzformációra utal, {\displaystyle S_{0}} egy konstans.
Ennek a transzformációnak fontos tulajdonsága, hogy bármely eloszlás transzformáltja:
{\displaystyle {\mathcal {F}}\left[{\frac {dW(t)}{dt}}\right](\omega )=i\omega {\mathcal {F}}[W(t)](\omega )}
melyből következtethetünk a Brown-zaj spektrumára:
{\displaystyle S(\omega )=\left|{\mathcal {F}}[W(t)](\omega )\right|^{2}={\frac {S_{0}}{\omega ^{2}}}}.

## Előállítása
A vörös zaj előállítható a fehér zaj integrálásával. Ha fehér zajt előállítunk véletlenszerű, független mintákból, akkor vörös zajt úgy kaphatunk, hogy minden egyes mintát kiegészítjük egy véletlenszerű offsettel, és megkapjuk a következő mintát.